# Tubaria
Genre
Tubaria (W.G. Smith) Gillet (1876), de son nom français Tubaire, est un genre de champignons traditionnellement rattachés à la famille des Cortinariaceae. Munis d'un stipe, à silhouette collybioïde ou mycénoïde, lames subdécurrentes à décurrentes. Revêtement fibrilleux, parfois un peu tomenteux, en général sec.    
Vizzini préfère le placer dans les Tubariaceae Vizz. 2008  mais les études phylogénétiques le classe dans le clade VI des agaricales.  Selon Index Fungorum (7 avril 2012) et MycoBank (7 avril 2012), il fait encore partie de la famille des Inocybaceae. Le genre est largement distribué (en particulier dans les régions tempérées) et contient environ 20 espèces. Type: Agaricus furfuraceus Pers. : Fr.
Les sporophores sont de taille petite à moyenne, avec un chapeau de couleur variant du brun-rosâtre pâle à brun rougeâtre, et présentant souvent des restes de voile partiel adhérant à la marge. Ces champignons sont saprophytes, ils se développent sur le bois pourri ou, moins fréquemment, dans le sol. Aucune espèce du genre n'est réputée comestible.

## Historique
Tubaria était à l'origine un sous-genre d'Agaricus décrit par Worthington George Smith en 1870, dans le découpage morphologique de tradition friesienne où l'ensemble des Naucoria était encore mal connu jusqu'à la création du genre Alnicola. C'est Claude Casimir Gillet qui l'a promu au rang générique en 1876.

## Liste des espèces

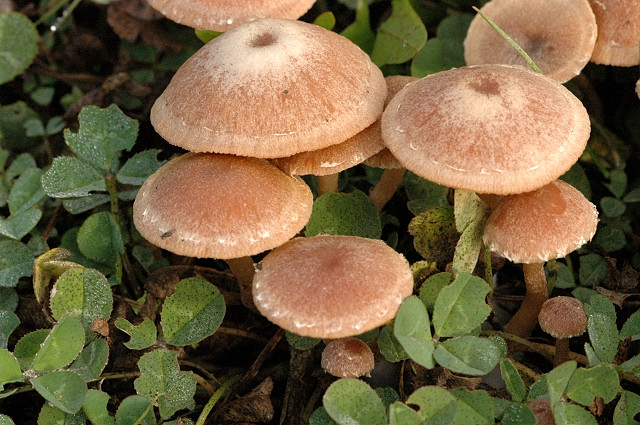
Tubaria conspersa

Selon NCBI (7 avr. 2012) :
- Tubaria albostipitata
- Tubaria bispora
- Tubaria confragosa
- Tubaria conspersa
- Tubaria dispersa
- Tubaria furfuracea
- Tubaria hiemalis
  - Tubaria hiemalis var. major
- Tubaria minima
- Tubaria praestans
- Tubaria punicea
- Tubaria rufofulva
- Tubaria segestria
- Tubaria serrulata
- Tubaria vinicolor

Selon Catalogue of Life (7 avr. 2012) :
- Tubaria albostipitata
- Tubaria confragosa
- Tubaria conspersa
- Tubaria dispersa
- Tubaria furfuracea
- Tubaria minutalis
- Tubaria pallidispora
- Tubaria praestans
- Tubaria pseudoconspersa
- Tubaria romagnesiana
- Tubaria rufofulva
- Tubaria trigonophylla
- Tubaria umbrina

Selon Paleobiology Database (7 avr. 2012) :
- Tubaria genuina
- Tubaria rectaurita